# Natural Selection (film 1994)
Natural Selection è un film horror fantascientifico del 1994 diretto da Jack Sholder. In Italia è stato distribuito direttamente in VHS dall'etichetta Deltavideo.
È interpretato da C. Thomas Howell e Lisa Zane e tra i produttori esecutivi c'è Kiefer Sutherland, che aveva già lavorato col regista Jack Sholder nel film Faccia di rame.